# Hemokinski receptor
Hemokinski receptori su citokinski receptori nađeni na površini pojedinih ćelija, koji interaguju sa tipom citokina koji se naziva hemokin. Kod sisara je poznato je 19 distinktnih hemokinskih receptora. Svaki od njih ima 7 transmembransku (7TM) strukturu i spregnut je sa G-proteinom za prenos signala unutar ćelije, što ih čini članovima familije G protein-spregnutih receptora. Nakon interakcije sa njihovim specifičnim hemokinskim ligandom, hemokinski receptori iniciraju fluks jona Intracelularnog kalcijuma (Ca2+) (kalcijumska signalizacija). To uzrokuje ćelijske response, koji obuhvataju početak procesa poznatog kao hemotaksa kojim se razmenjuju ćelije do željene lokacije unutar organizma. Hemokinski receptori se dele u različite familije,  hemokinski receptori,  hemokinski receptori,  hemokinski receptori i  hemokinski receptori koje odgovaraju distinktnim familijama hemokina koje oni vezuju.

## Strukturne karakteristike
Hemokinski receptori su G protein-spregnuti receptori koji sadrže 7 transmembranskih domena. Oni su predominantno nađeni na površini leukocita. Do sad je opisano 19 različitih hemokinskih receptora. Oni poseduju zajedničke strukturne osobine. Oni sadrže oko 350 aminokiselina koje se dele u kratki i kiseli N-terminalni kraj, sedam heliksnih transmembranskih domena sa tri intracelularne i tri ekstracelularne hidrofilne petlje, i intracelularnim C-terminusom koji sadrži ostatke serina i treonina koji služe kao mesta za fosforilaciju tokom regulacije receptora. Prve dve ekstracelularne petlje hemokinskih receptora su povezane disulfidnim mostom između dva očuvana ostatka cisteina. N-terminus hemokinskog receptora se vezuje za hemokine i važan je za ligandsku specifičnost. G-proteini se sprežu sa C-terminalnim krajem, koji je važan za receptorski prenos signala nakon vezivanja liganda. Mada hemokinski receptori imaju znatan zajednički aminokiselinski identitet, oni tipično vezuju ograničen broj liganda.

## Familije
- hemokinski receptori (sedam članova)
- hemokinski receptori (deset članova)
- hemokinski receptor (jedan član)
- hemokinski receptori (jedan član)

## Literatura
1. ↑  Murphy PM, Baggiolini M, Charo IF, Hébert CA, Horuk R, Matsushima K, Miller LH, Oppenheim JJ, Power CA (2000). „International union of pharmacology. XXII. Nomenclature for chemokine receptors”. Pharmacol. Rev. 52 (1): 145—76. PMID 10699158. Архивирано из оригинала (abstract page) 09. 08. 2009. г. Приступљено 14. 03. 2011.
2. ↑  Murphy PM (2002). „International Union of Pharmacology. XXX. Update on chemokine receptor nomenclature”. Pharmacol. Rev. 54 (2): 227—9. PMID 12037138. doi:10.1124/pr.54.2.227.
3. ↑  Murdoch C, Finn A (2000). „Chemokine receptors and their role in inflammation and infectious diseases”. Blood. 95 (10): 3032—43. PMID 10807766.

## Spoljašnje veze
- „Chemokine Receptors”. IUPHAR Database of Receptors and Ion Channels. International Union of Basic and Clinical Pharmacology. Архивирано из оригинала 03. 03. 2016. г.
- Baza podataka citokinskih receptora